# Zahiya Zareer
Zahiya Zareer (en dhivehi : ޒާހިޔާ ޒަރީރު ), née le 30 décembre 1959 est une enseignante, femme politique et diplomate maldivienne.
Elle est ministre du Genre, du Développement de la famille et de la Sécurité sociale de 2004 à 2005, puis ministre de l'Éducation de 2005 à 2008. Ensuite diplomate, elle est ambassadrice au Sri Lanka puis ambassadrice itinérante pour le ministère des Affaires étrangères.

## Biographie

### Enseignante
Zahiya Zareer commence à travailler en 1983, dans la fonction publique du gouvernement maldivien.
Elle consacre la plupart de sa carrière à l'enseignement. Son premier poste est celui de professeur d'anglais.

### Ministre
De 2004 à 2005, elle occupe le poste de ministre du Genre, du Développement de la famille et de la Sécurité sociale.
Elle est ensuite ministre de l'Éducation de 2005 à 2008. Pendant son mandat ministériel, près de la moitié des enseignants maldiviens se mettent en grève. Elle crée des centres de ressources pour les enseignants, conçus pour permettre à un plus grand nombre d'enseignants d'accéder au développement professionnel pour un apprentissage actif centré sur l'enfant.

### Ambassadrice
Le 13 février 2014, Zareer est nommée par le président Abdulla Yameen au poste de haut-commissaire au Sri Lanka,. Elle présente ses lettres de créance au président du Sri Lanka en juin 2014. Pendant qu'elle est en poste au Sri Lanka, les Maldives déclarent leur retrait du Commonwealth. À la suite de ce retrait, le titre de Zareer devient celui d'ambassadrice. Pendant son séjour au Sri Lanka, elle est impliquée dans un différend diplomatique après qu'un « suspect de complot à la bombe » ait été expulsé du pays.
Le 13 août 2017, le gouvernement maldivien la démet de ses fonctions. Elle est ensuite nommée ambassadrice itinérante au ministère des Affaires étrangères du gouvernement des Maldives.
Zareer est également une experte en langue maldivienne, le dhivehi.

### Vie privée
Zareer est mariée, elle a un fils et une fille. Elle lit beaucoup et écrit des poèmes. Son père était ministre et sa mère travaillait au département des affaires féminines.